# Classe Alligator
Pour les articles homonymes, voir Alligator.
La classe Alligator (code OTAN), ou  Project 1171, est une classe de navires de débarquement/navires d'assaut amphibies construits en Union des républiques socialistes soviétiques et utilisés actuellement par la Russie.

## Historique
Les navires du projet ont été construits de 1964 à 1975 à Kaliningrad. Au total, 15 navires étaient prévus dans la série, dont le dernier n'a jamais été achevé. Les 14 navires construits ont longtemps fait partie de la marine soviétique. Lors de la dislocation de l'URSS, la nouvelle marine russe récupère l'ensemble de la classe. Un est transféré en 1994 à la marine ukrainienne en vertu de l'accord sur la division de la Flotte de la mer Noire et ensuite converti en cargo puis il est retiré du service en 2004. Six navires de cette série étaient en service dans la marine russe en 2000 et quatre l'étaient toujours en 2021 dans les flottes russes de la mer Noire et du Pacifique.
Plusieurs furent utilisés lors de l’invasion de l'Ukraine par la Russie début 2022. Le 24 mars 2022, le Saratov (BDK-65) appartenant à cette classe a été détruit dans le port ukrainien de Berdiansk, alors occupé par l'armée russe. L'armée ukrainienne revendique cette action, qui aurait été effectuée par un missile balistique courte portée OTR-21 Tochka. Toutefois des experts mettent en doute cette version et attribuent plutôt la destruction soit à une attaque de drone ukrainien, soit à un accident lors du déchargement de munitions. La Russie n'a pas commenté cette perte.

## Unités

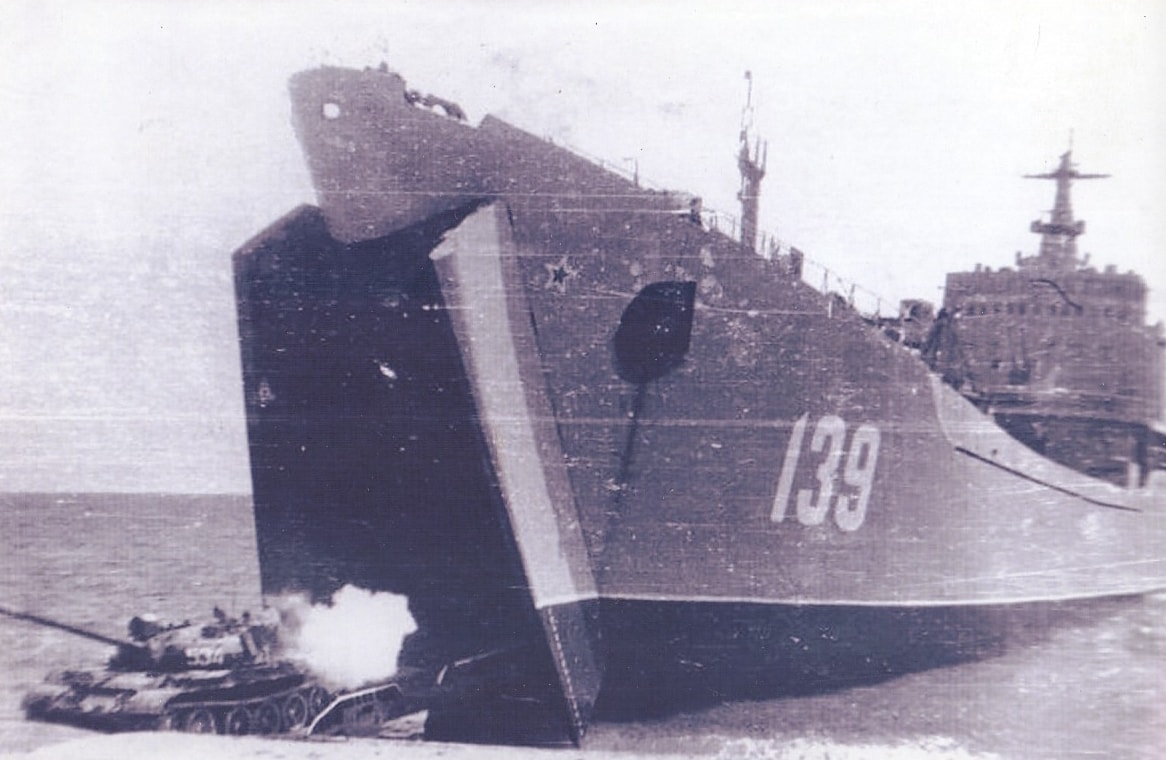
Ouverture de la partie débarquement, sortie d'un char en 1986

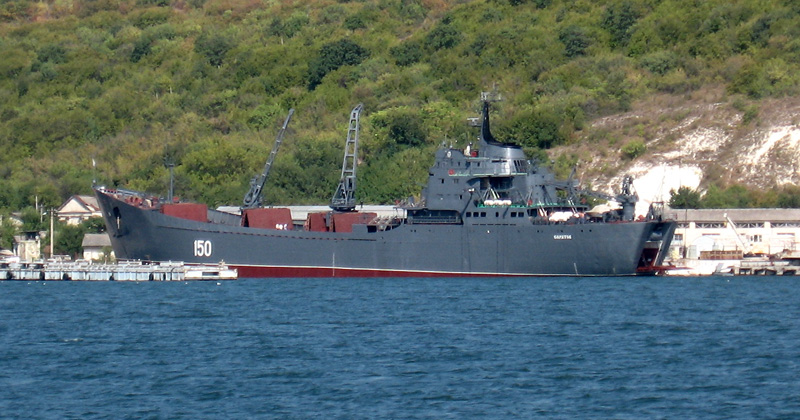
Ouverture arrière

| Classe                       | Numéro | Nom                                                                | Admis au service | Fin de service                | flotte                 | Image |
| ---------------------------- | ------ | ------------------------------------------------------------------ | ---------------- | ----------------------------- | ---------------------- | ----- |
| проекта 1171 «Тапир» Mod I   | 150    | «Саратов» Saratov                                                  | 18/08/1966       | Perdu au combat le 24/03/2022 | Flotte de la mer noire |       |
| проекта 1171 «Тапир» Mod I   | 144    | «Крымский комсомолец» "Komsomolets de Crimée"                      | 30/12/1966       | 19/03/1992                    | Flotte de la mer noire |       |
| проекта 1171 «Тапир» Mod I   | 093    | «Томский комсомолец» "Komsomolets de Tomsk"                        | 30/09/1967       | 05/07/1994                    | Flotte du Pacifique    |       |
| проекта 1171 «Тапир» Mod I   | 023    | «Комсомолец Карелии» "Komsomolets de Carélie"                      | 29/12/1967       | 01/12/1997                    | Flotte du Nord         |       |
| проекта 1171 «Тапир» Mod II  | 085    | «Сергей Лазо» Sergueï Lazo                                         | 27/09/1968       | 05/07/1994                    | Flotte du Pacifique    |       |
| проекта 1171 «Тапир» Mod II  | 148    | «Орск» Orsk                                                        | 31/12/1968       | En service                    | Flotte de la mer noire |       |
| проекта 1171 «Тапир» Mod III | 099    | «БДК-80» BDK-80                                                    | 30/09/1969       | 05/07/1994                    | Flotte du Pacifique    |       |
| проекта 1171 «Тапир» Mod III | 119    | «Донецкий шахтёр» Mineur de Donetsk                                | 31/12/1969       | 10/04/2002                    | Flotte de la Baltique  |       |
| проекта 1171 «Тапир» Mod III | 115    | «Красная Пресня» Krasnaya Presnya                                  | 30/09/1970       | 30/06/1996                    | Flotte de la Baltique  |       |
| проекта 1171 «Тапир» Mod III | U401   | «Рівне» Rive ancien navire russe БДК-104 «Илья Азаров» Ilya Azarov | 10/06/1971       | 30/11/2004                    | Marine Ukrainienne     |       |
| проекта 1171 «Тапир» Mod III | 062    | «Александр Торцев» Alexandre Tortsev                               | 31/12/1971       | 05/07/1994                    | Flotte du Pacifique    |       |
| проекта 1171 «Тапир» Mod III | 044    | «Пётр Ильичёв» Piotr Ilitchev                                      | 29/12/1972       | 30/06/1993                    | Flotte du Nord         |       |
| проекта 1171 «Тапир» Mod IV  | 081    | «Николай Вилков» Nikolay Vilkov                                    | 30/07/1974       | En service                    | Flotte du Pacifique    |       |
| проекта 1171 «Тапир» Mod IV  | 152    | «Николай Фильченков» Nikolay Filchenkov                            | 30/12/1975       | En service                    | Flotte de la mer noire |       |